# Малалай Какар
Малалай Какар (пушту ملالۍ کاکړ; (1967 , Кандагар  — 28 вересня 2008 , Кандагар ) — найвідоміша поліцейська в Ісламській Республіці Афганістан (2001—2021) за час її існування.

## Кар'єра
У званні підполковника очолювала відділ злочинів проти жінок Кандагару . Какар, якій надходили численні погрози вбивством, була убита талібами 28 вересня 2008 року.
Какар почала ппрацювати в поліції в 1982 році, пішовши по стопах свого батька і братів. Вона була першою жінкою, яка закінчила поліцейську академію Кандагара, і першою, хто із жінок обійняла посаду слідчого департаменту поліції Кандагара.

## Гендерні питання в правоохоронних органах Афганістану
Наприкінці 2009 року в Афганістані працювало близько 500 жінок-поліцейських із приблизно 92 500 поліцейських у країні. Кілька десятків, із них, служили в південних провінціях Кандагар та Гільменд, де вплив Талібану був найсильнішим.
Жінки-поліцейські відіграли важливу роль в підтриманні громадського порядку після введення військ США та союзників і повалення Ісламського Емірату Афганістан . У суспільстві, що відзначається суворим розподілом між жінками та чоловіками, правоохоронні органи потребували жінок для виконання особливих завдань, таких як обшук жінок і будинків. Вони були необхідними для проведення обшуків удома, оскільки афганці глибоко ображаються, коли чоловіки-солдати чи поліція входять у приміщення, де присутні жінки, а на контрольно-пропускних пунктах чоловіки не можуть обшукувати жінок для виявлення прихованої зброї та іншої контрабанди.
У грудні 2009 року полковник Шафіка Курайша, керівник відділу гендерних питань афганської поліції, описав рейд, під час якого повстанці зібрали жінок у кімнату, де була захована зброя. Вона змогла обшукати і жінок, і кімнату, знайшовши зброю. Під час рейду в будинок, коли першою входить жінка-офіцер, жителі-чоловіки не можуть поскаржитися на те, що поліція порушила норми пристойності, увійшовши до помешкання з жінками.
Ханіфа Сафі та Наджія Седікі, керівники відділу у справах жінок у провінції Лагман, були вбиті в 2012 році. У четвер 4 липня 2013 року, головна жінка-офіцер поліції в провінції Гільменд Іслам Бібі — 37-річна мати трьох дітей була вбита по дорозі на роботу. Через кілька місяців, 15 вересня, 38-річна наступниця Бібі, Негар, також була застрелена. Вона померла наступного дня.

## Загибель
Малалай Какар була застрелена між 7 та 8 годинами ранку 28 вересня 2008 року у власній машині біля свого будинку, коли вийшла їхати на роботу. Повідомлялося, що коли Какар було вбито, їй виповнилося близько 30 або мало бути до середини 40 років і вона мала шестеро дітей.